# Línea M3
La Línea M3 es una de las líneas que conforman la red de estaciones del Metro de Bucarest. Fue construida en 1983, albergando únicamente 6 estaciones. En la actualidad cuenta con 8 kilómetros de longitud, pero hay una ampliación en curso.